# Föreningen Verdandi

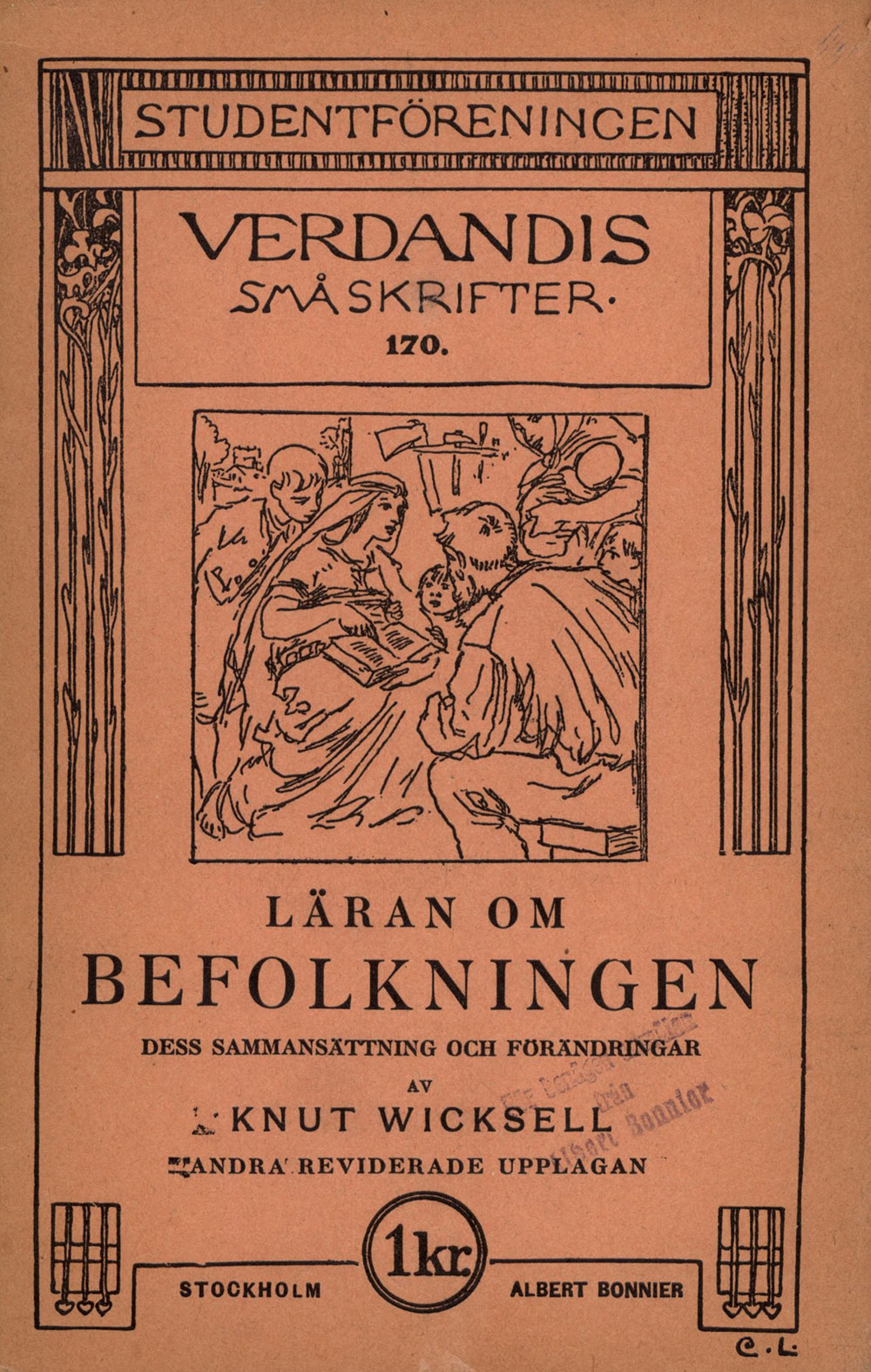
Verdandis småskrifter. Omslag av Carl Larsson.

Föreningen Verdandi är en partipolitiskt obunden kulturradikal förening som grundades i Uppsala 1882 av bland andra Karl Staaff. Föreningen karaktäriseras av en radikal humanism och vill upprätthålla en för liberalismen och arbetarrörelsen gemensam tanketradition. Efter en tids inaktivitet startade föreningen på nytt 2022 under ledning av Max Hjelm, Emil Hammarlund, Josefin Kämpe och Hanna Deák.

## Historia
Bland Verdandis första medarbetare fanns Hjalmar Branting, Otto von Zweigbergk och Hjalmar Öhrwall. De ville upprätthålla en för liberalismen och arbetarrörelsen gemensam tanketradition och sammanföra studenter som ställde upp på tankefrihet och yttrandefrihet. De ämnen som togs upp på föredrag och i diskussion var vetenskap och förnuft, kritik mot religion och nationell idealism samt kamp mot sexuellt pryderi och hyckleri.
Föreningen karaktäriseras som radikalt humanistisk, vilket föreningen definierar som att vidga den kritiska reflexionen, hävda opinionsbildningen gentemot staten, slå vakt om rättssäkerheten, motverka klassgränser och förespråka internationalism. Folkbildning blev direkt från grundandet en huvudfråga för Verdandi. 
Tidigt i föreningens historia, den 2 april 1887, ledde en diskussionskväll i Uppsala till den omfattande och uppmärksammade sedlighetsdebatten. Det ansågs att mötet överskridit anständighetens gränser och uppmanat till kränkning av den kristliga moralen och rentav gjort hädiska uttalanden. Mötets och föreningens ordförande, den frisinnade Mauritz Hellberg, utpekades som syndabocken.[källa behövs]
Under 1960-talet hade föreningen 500–600 medlemmar och en livlig debatt- och föreläsningsverksamhet. Mötena handlade bland annat om ateismen, USA:s krig i Vietnam och om klassamhället. Skriftserien Verdandi-debatt tog upp liknande ämnen. Även resor anordnades till bland annat Jugoslavien, Tanzania och Zambia. Verdandi drog sig under det tidiga 1970-talet ideologiskt allt längre åt vänster (jämför med 68-vänstern), men har sedermera återgått till en mer socialliberal position på den politiska skalan. 
Under 2000-talet har föreningen haft sin bas i Stockholm och anordnar föredrag och debattkvällar.

## Stiftare
Personer som stiftade Verdandi:
- Karl Staaff
- Henrik Santesson
- Olof Högberg
- Emil Svensén
- Harald Sohlman
- Emil Didring (Andersson)
- Erik Berglund
- Werner Braconier
- Edward Christie-Einde
- Gerard de Geer
- Anders Flemström
- Gustaf af Geijerstam
- Jakob Hammargren
- Karl Erik Hammargren
- Tor Hedberg
- Karl Ljungstedt
- John Olsson
- Kristian Setterwall
- Erik Staaff
- Gustaf Sundell
- Valdemar Ulrich
- Artur Vestberg
- Knut Wicksell
- Knut Östergren

## Ordförandelängd[6]
- Karl Staaff 1882–83
- Henrik Santesson 1883
- Karl Staaff 1883–85
- David Bergström 1885–86
- Mauritz Hellberg 1886
- Åke W:son Munthe 1887
- Mauritz Hellberg 1887
- Emanuel Reinhold (”Manne”) Hammarberg 1887–88
- Johan Lilliehöök 1888
- David Bergström 1888–89
- Emanuel Reinhold (”Manne”) Hammarberg 1889
- Viktor Millqvist 1890
- Karl Starbäck 1891
- Gustav P. Österdahl 1891
- Hjalmar Öhrvall 1892
- Rutger Sernander 1892–93
- Henrik E. Almstrand 1893–94
- Henrik Petrini 1894–95
- Henrik E. Almstrand 1895–96
- Otto von Friesen 1896–97
- Per J. Holmqvist 1897
- Carl Wiman 1898–99
- Tom Forssner 1898–1900
- Axel Gard 1900
- Axel Johansson 1901
- Robert Norrby 1901–02
- Carl Wiman 1902–03
- Einar Löfstedt 1903
- Martin Lamm 1904
- Torsten Fogelqvist 1904–05
- Anton Blanck 1905–06
- Olof Kinberg 1906
- Olof Rosén 1906
- Einar J:son Thulin 1906–07
- Victor Johansson 1907–08
- Einar J:son Thulin 1908–09
- Gylfe Vallentin 1909
- Helge Ahlquist 1909–10
- Gunnar Palme 1910
- Erik B:son Lind 1910–11
- Olof Sidenmark 1911–12
- Nils Moosberg 1913–14
- Johan Wintzell 1914–15
- Knut Z. Petersson 1915–16
- Nils Fehr 1916
- Johan Nordström 1916–17
- Per Jacobsson 1918–19
- Carl Ernolv 1919
- Herbert Tingsten 1919–21
- Helge Gad 1921–22
- Johan Nordström 1922–23
- Anton Erman 1923–25
- Georg K:son Kjellberg 1925
- H.K. Rönblom 1926–27
- Anders Yngve Pers 1927–28
- Allan Jansson 1929–31
- Arne Björnberg 1931–33
- Lennart Hartmann 1933–34
- Erland von Hofsten 1934–35
- Henrik Sandblad 1935–36
- Tord Hagen 1936–37
- Tore Tallroth 1937–39
- Sten Lindroth 1939–40
- Lars Ohlon 1940–41
- Gunnar Gerdner 1941–42
- Sven Rydberg 1942–44
- Mats Pers 1944–45
- Björn Ahlander 1945–46
- Erik Kjell Eriksson 1946–48
- Elias Berg 1948–49
- Sven-Erik Åhström 1949–50
- Lars Boman 1950–51
- Magnus Michaëlsson 1951–52
- Göran Steg 1952–53
- Anne-Marie Henschen-Dahlquist 1953–54
- Lars Gustafsson 1954–55
- Hans Agerberg 1955–56
- Britt-Mari Persson 1956–57
- Claes Adam Wachtmeister 1957–58
- Mats Kihlberg 1958–59
- Mac Murray 1959–60
- Lena Lundberg 1960
- Jakob Lindberg 1960
- Kjell-Arne Martelius 1961
- Lars Lönnroth 1961–62
- Bo Franke vt 1962
- Göran Skånsberg ht 1962
- Ernst Erik Ehnmark vt 1963
- Sten Johansson ht 1963
- Gunnel Thörnander vt 1964
- Michael Sohlman ht 1964
- Ingrid Esperi vt 1965
- Elisabet Sandberg ht 1965
- Andreas Murray vt 1966
- Leif Larson ht 1966
- Thomas Adlercreutz vt 1967
- Thomas Ericsson ht 1967
- Irina Schaub vt 1968
- Christer Sundström ht 1968
- Mats Olof-Ors vt 1969
- Göran Grönvall ht 1969
- Björn Eriksson vt 1970
- Marianne Ahrne, ett eller ett par år i början av 70-talet
- Christer Hallgren 1974–75
- Hans Persson VT 1976
- Bengt Alexanderson 1989-1990
- Anna Hamrell 1990-91
- Fia Nilsson (nu Wolters) 1992-95
- Fredrik Storm 1996-97
- Anders Engström 1998-2002
- Fia Wolters (Nilsson) 2001
- Ingen ordförande utsedd 2004
- Andreas Murray 2005 -2020
- Bengt Lindroth 2021
- Max Hjelm 2022
- Hanna Deák 2023
- Gustaf Lindskog 2024
- Cecilia Modig 2025

## Skriftserier
Föreningen gav under åren 1888–1954 ut sina Verdandis småskrifter, och 1961–1999 gavs pocketböcker ut i serien Verdandi-debatt. Småskrifterna utgavs 1964–1970 med namnet Verdandi-orientering.